# Idealismo subjetivo

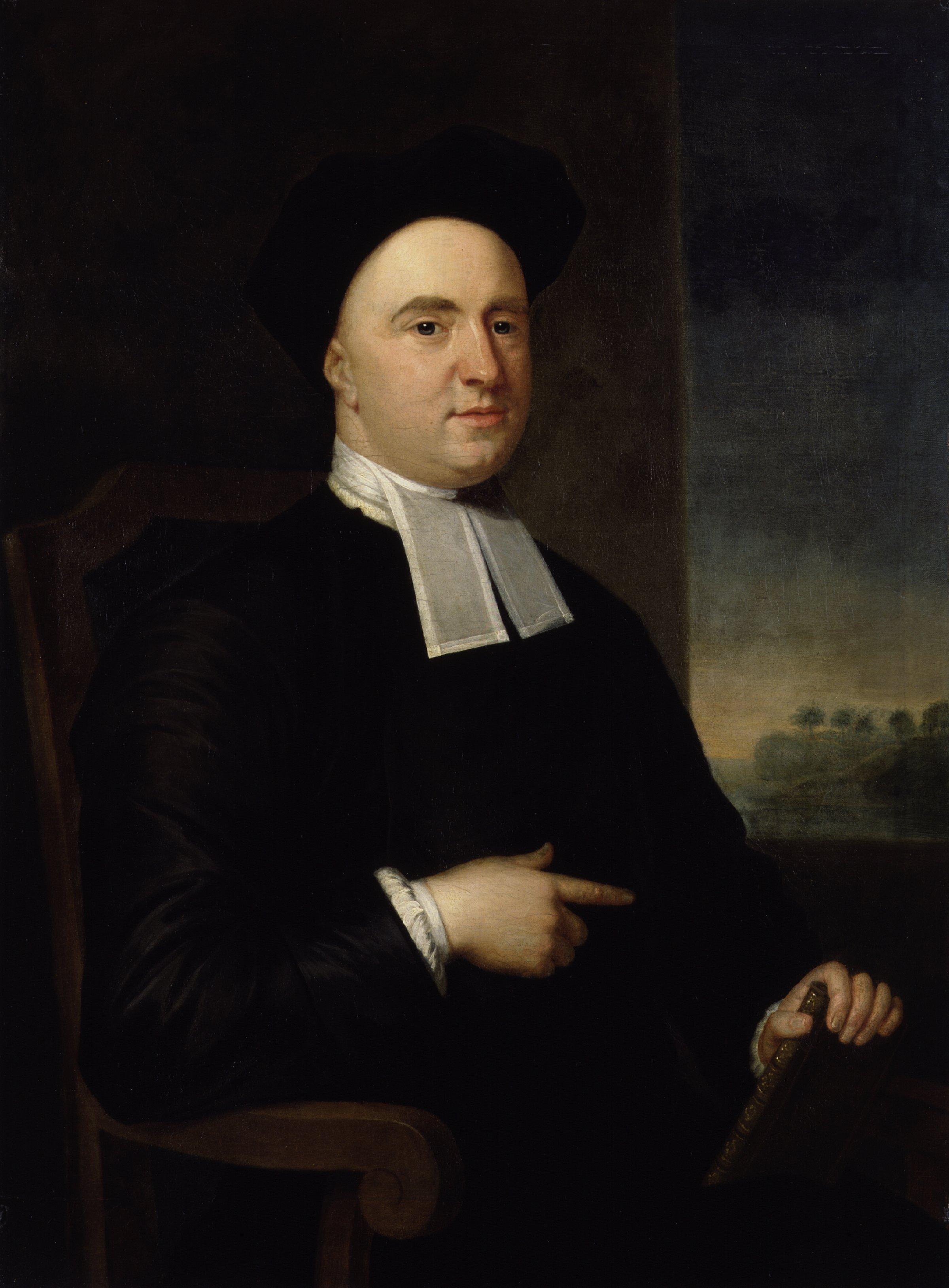
A George Berkeley se le atribuye el desarrollo del idealismo subjetivo.

El idealismo subjetivo, o idealismo teorico, es la doctrina metafísica monista de que solo existen las mentes y los contenidos mentales. El idealismo subjetivo es generalmente identificado o asociado con el inmaterialismo de George Berkeley, según el cual la sustancia material no existe. Para él, las cosas que conocemos son ideas percibidas por la mente. 
En general, el idealismo subjetivo rechaza el dualismo, el monismo neutro y el materialismo; de hecho, es lo contrario del materialismo eliminatorio, la doctrina de que todas o algunas clases de fenómenos mentales (tales como emociones, creencias o deseos) no existen, sino que son meras ilusiones.
La principal característica del idealismo subjetivo es que todo gira alrededor del sujeto cognoscente (ser pensante que realiza el acto del conocimiento). Y existen, a su vez, dos variantes:
- La versión radical sostiene que el sujeto construye el mundo: no existen cosas por sí mismas sino que solo existen cosas para nosotros (constructivismo ontológico). Según esta concepción, la naturaleza no tiene existencia independiente.
- La versión moderada afirma que «las cosas son del color del cristal con que se miran».

La ciencia y la tecnología no interfieren en el idealismo, pues ambas dependen sobre todo de la percepción del mundo exterior para modificarlo conforme al conocimiento. Donde la percepción en sí, no es ninguna temática contraria al idealismo.
El simple aserto de que las ideas son importantes no lo califica de idealista. Casi todos los materialistas y realistas admiten la existencia e importancia de las ideas, solamente niegan su autoexistencia.
Representantes del idealismo subjetivo son George Berkeley, Johann Gottlieb Fichte, Ernst Mach, Ernst Cassirer y Robin George Collingwood.

## Panorama general
El idealismo subjetivo es una fusión de fenomenalismo o empirismo, que confiere un estatus especial a lo inmediatamente percibido, con idealismo, que confiere un estatus especial a lo mental. El idealismo niega la conocibilidad o existencia de lo no mental, mientras que el fenomenalismo sirve para restringir lo mental a lo empírico. El idealismo subjetivo identifica así su realidad mental con el mundo de la experiencia ordinaria, en lugar de apelar al espíritu-mundo unitario del panteísmo o al idealismo absoluto. Esta forma de idealismo es "subjetiva" no porque niegue la existencia de una realidad objetiva, sino porque afirma que esta realidad depende completamente de las mentes de los sujetos que la perciben.
Los primeros pensadores identificables como idealistas subjetivos fueron ciertos miembros de la escuela de budismo indio Yogācāra, que redujeron el mundo de la experiencia a una corriente de percepciones subjetivas. El idealismo subjetivo dejó su huella en Europa en los escritos del siglo XVIII de George Berkeley, quien argumentó que la idea de una realidad independiente de la mente es incoherente, concluyendo que la existencia del mundo depende de la mente. Immanuel Kant respondió rechazando el inmaterialismo de Berkeley y sustituyéndolo por un idealismo trascendental, que ve al mundo independiente de la mente como existente pero incognizable en sí mismo. Desde Kant, el verdadero inmaterialismo ha permanecido como una rareza, pero es sobrevivido por movimientos parcialmente superpuestos como el fenomenalismo, el subjetivismo y el perspectivismo.

## Historia
Pensadores como Platón, Plotino y Agustín de Hipona anticiparon el antimaterialismo del idealismo con sus visiones de la realidad inferior o derivada de la materia. Sin embargo, estos platonistas no hicieron el giro de Berkeley hacia la subjetividad. De hecho, Platón condenó racionalmente la experiencia de los sentidos, mientras que el idealismo subjetivo presuponía el empirismo y la realidad irreductible de los datos de los sentidos. Una metodología más subjetivista podría encontrarse en el énfasis de los pirronistas en el mundo de la apariencia, pero su escepticismo impidió sacar conclusiones ontológicas de la primacía epistémica de los fenómenos.
Las primeras articulaciones maduras del idealismo surgen en pensadores de Yogācāra como el epistemólogo del siglo VII Dharmakīrti, que identificó la realidad última con la percepción de los sentidos. El defensor más famoso del idealismo subjetivo en el mundo occidental fue el filósofo irlandés del siglo XVIII George Berkeley, aunque el término de Berkeley para su teoría era inmaterialismo. Desde el punto de vista del idealismo subjetivo, la sustancia material no existe. De ahí que la idea fundamental de este sistema filosófico (representado por Berkeley o Mach) sea que las cosas son complejos de ideas o sensaciones, y solo existen sujetos y objetos de percepciones. Berkeley resumió su teoría con el lema "esse est percipi" ("ser es ser percibido").

## En la ficción
- El idealismo subjetivo ocupa un lugar destacado en la novela noruega Sophie's World, en la que "el mundo de Sophie" existe de hecho solo en las páginas de un libro.
- Una parábola del idealismo subjetivo se encuentra en el cuento de Jorge Luis Borges Tlön, Uqbar, Orbis Tertius, que menciona específicamente a Berkeley.